# Country-Musik 1971
Die Liste bietet eine Übersicht über das Jahr 1971 im Genre Country-Musik.

## Events
- Die populäre Fernsehshow The Beverly Hillbillies, die erstmals 1962 ausgestrahlt wurde, wird eingestellt.

## Top Hits des Jahres

### Nummer-1-Hits
- 30. Januar – Flesh and Blood – Johnny Cash
- 6. Februar – Joshua – Dolly Parton
- 13. Februar – Help Me Make it Through the Night – Sammi Smith
- 6. März – I’d Rather Love You – Charley Pride
- 27. März – After the Fire is Gone – Conway Twitty and Loretta Lynn
- 10. April – Empty Arms – Sonny James
- 8. Mai – How Much More Can She Stand – Conway Twitty
- 15. Mai – I Won't Mention it Again – Ray Price
- 5. Juni – You’re My Man – Lynn Anderson
- 19. Juni – When You’re Hot, You’re Hot – Jerry Reed
- 24. Juli – Bright Lights, Big City – Sonny James
- 31. Juli – I’m Just Me – Charley Pride
- 28. August – Good Lovin’ (Makes it Right) – Tammy Wynette
- 11. September – Easy Lovin’ – Freddie Hart
- 18. September – The Year Clayton Delaney Died – Tom T. Hall
- 2. Oktober – Easy Lovin’ – Freddie Hart
- 16. Oktober – How Can I Unlove You" – Lynn Anderson
- 6. November – Here Comes Honey Again – Sonny James
- 13. November – Lead Me On – Conway Twitty and Loretta Lynn
- 20. November – Daddy Frank (The Guitar Man) – Merle Haggard and the Strangers
- 4. Dezember – Kiss an Angel Good Mornin’ – Charley Pride

### Weitere Hits
- Always Remember – Bill Anderson
- Bed of Roses – Statler Brothers
- Coat of Many Colors – Dolly Parton
- Come Sundown – Bobby Bare
- Comin' Down – Dave Dudley
- Country Green – Don Gibson
- Dissatisfied – Bill Anderson and Jan Howard
- Dream Baby (How Long Must I Dream) – Glen Campbell
- Dream Lover – Billy "Crash" Craddock
- Fly Away Again – Dave Dudley
- Good Year For the Roses – George Jones
- Gwen (Congratulations) – Tommy Overstreet
- He’s So Fine – Jody Miller
- I Don’t Know You Anymore – Tommy Overstreet
- I Wanna Be Free – Loretta Lynn
- I’d Rather Be Sorry – Ray Price
- Indian Lake – Freddy Weller
- Just One Time – Connie Smith
- Knock Three Times – Billy "Crash" Craddock
- Leavin' and Sayin' Goodbye – Faron Young
- Man in Black – Johnny Cash
- Me and Paul – Willie Nelson
- Me and You and a Dog Named Boo – Stonewall Jackson
- Nashville – David Houston
- Never Ending Song of Love – Dickey Lee
- Pitty Pitty Patter – Susan Raye
- Promised Land – Freddy Weller
- Oh Singer – Jeannie C. Riley
- Quits – Bill Anderson
- Rainin’ in My Heart – Hank Williams Jr. with the Mike Curb Congregation
- Right Won't Touch a Hand – George Jones
- Ruby (Are You Mad) – Buck Owens and the Buckaroos
- She's All I Got – Johnny Paycheck
- Soldier’s Last Letter – Merle Haggard and the Strangers
- Someday We’ll Look Back – Merle Haggard and the Strangers
- Step Aside – Faron Young
- Take Me Home, Country Roads – John Denver
- Touching Home – Jerry Lee Lewis
- Treat Him Right – Barbara Mandrell
- A Woman Always Knows – David Houston
- Watching Scotty Grow – Bobby Goldsboro
- We Sure Can Love Each Other – Tammy Wynette
- Wonder What She’ll Think About Me Leaving – Conway Twitty
- You Better Move On – Billy "Crash" Craddock
- You’re Lookin’ at Country – Loretta Lynn

## Alben (Auswahl)
- I Won't Mention it Again – Ray Price (Columbia)
- In Search of a Song – Tom T. Hall (Mercury)
- The Silver-Tongued Devil and I – Kris Kristofferson (Monument)
- A Tribute to the Best Damn Fiddle Player in the World – Merle Haggard (Capitol)
- When You're Hot, You're Hot – Jerry Reed (RCA)

## Geboren
- 5. Februar – Sara Evans
- 23. Juli – Alison Krauss
- 7. Dezember – Hoss Power

## Gestorben
- 7. August – Henry D. Haynes

## Neue Mitglieder der Hall of Fames

### Country Music Hall of Fame
- Arthur Edward Satherley

### Nashville Songwriters Hall of Fame
- Smiley Burnette
- Jenny Lou Carson
- Zeke Clements
- Wilf Carter
- Jimmie Davis
- Delmore Brothers
  - Alton Delmore
  - Rabon Delmore
- Al Dexter
- Vaughn Horton
- Bradley Kincaid
- Bill Monroe
- Bob Nolan
- Tex Owens
- Tex Ritter
- Charles Robison
- Tim Spencer
- Gene Sullivan
- Jimmy Wakely
- Wiley Walker
- Scotty Wiseman[1]

## Die wichtigsten Auszeichnungen

### Grammys
- Best Female Country Vocal Performance – Rose Garden – Lynn Anderson
- Best Male Country Vocal Performance – For The Good Times – Ray Price
- Best Country & Western Vocal Performance - Duo Or Group – If I Were A Carpenter – Johnny Cash und June Carter.
- Best Country Instrumental Performance – Me & Jerry – Chet Atkins & Jerry Reed
- Best Country Song – My Woman, My Woman, My Wife – Marty Robbins[2]

### Academy of Country Music Awards
- Entertainer Of The Year – Merle Haggard
- Song Of The Year – For The Good Times – Ray Price – Kris Kristofferson
- Single Of The Year – For The Good Times – Ray Price
- Album Of The Year – For The Good Times – Ray Price
- Top Male Vocalist – Merle Haggard
- Top Female Vocalist – Lynn Anderson
- Top Vocal Group – The Kimberleys
- Top New Male Vocalist – Buddy Alan
- Top New Female Vocalist – Sammi Smith

### Country Music Association Awards
- Entertainer of the Year – Charley Pride
- Male Vocalist of the Year – Charley Pride
- Female Vocalist of the Year – Lynn Anderson
- Instrumental Group of the Year – Danny Davis & the Nashville Brass
- Vocal Group of the Year – Osborne Brothers
- Vocal Duo of the Year – Porter Wagoner und Dolly Parton
- Single of the Year – Help Me Make it Through the Night – Sammi Smith
- Song of the Year – Easy Lovin‘ – Freddie Hart
- Album of the Year – I Won't Mention it Again – Ray Price
- Instrumentalist of the Year – Jerry Reed